# Catherine Corsini
Catherine Corsini (Dreux - Eure y Loir, 18 de mayo de 1956) es una directora de cine, guionista y actriz francesa.

## Trayectoria
Estudió en el Conservatorio de Arte Dramático de París con Antoine Vitez y Michel Bouquet. En 1987 dirigió su primer largometraje, Poker. En 1992 se estrenó su película Interdit d'amour, dos años después Lovers, que fue seleccionada para el Festival de Cannes.
Su película La Répétition se presentó en el año 2001 en el Festival de cine de Cannes. En 2012 su película Trois mondes compitió en la sección Un certain regard del Festival de Cannes.
En 2015, su película La Belle Saison, que versa sobre las dificultades que vivieron dos mujeres en su relación sentimental a principios de los setenta, y que contó con la productora Elisabeth Perez, su pareja, abrió el Festival de Cine Gay y Lésbico Fire!!. En 2016, fue la Presidenta del Jurado de la Caméra d'Or 2016 en el 69.º Festival de Cine de Cannes.

## Reconocimientos
Su película La Belle Saison fue la ganadora del premio al mejor largometraje en el Festival de Cine Gay y Lésbico Fire!!.

## Filmografía
| Año  | Título                 | Rol y reconocimientos | Rol y reconocimientos | Rol y reconocimientos | Notas |
| Año  | Título                 | Directora             | Guionista             | Actriz                | Notas |
| ---- | ---------------------- | --------------------- | --------------------- | --------------------- | --- |
| 1982 | La Mésange             | Sí                    | Sí                    |                       | Cortometraje |
| 1983 | Ballades               | Sí                    | Sí                    |                       | Cortometraje |
| 1986 | Nuit de Chine          | Sí                    | Sí                    |                       | Cortometraje |
| 1987 | Poker                  | Sí                    | Sí                    | Sí                    | |
| 1987 | Marie Pervenche        |                       |                       | Sí                    | Serie de televisión |
| 1991 | Haute Tension          | Sí                    |                       |                       | Serie de televisión |
| 1992 | Interdit d'Amour       | Sí                    | Sí                    |                       | Film para televisión |
| 1993 | L'Exposé               |                       |                       | Sí                    | Cortometraje |
| 1994 | Les Amoureux           | Sí                    | Sí                    |                       | |
| 1996 | À toute vitesse        |                       | Sí                    |                       | |
| 1996 | Jeunesse sans dieu     | Sí                    |                       |                       | Film para televisión |
| 1998 | Denis                  | Sí                    | Sí                    |                       | Film para televisión |
| 1999 | La Nouvelle Ève        |                       |                       |                       | |
| 2001 | La Répétition          |                       |                       |                       | Nominada—Palma de Oro (Festival de Cine de Cannes) |
| 2001 | Mohamed                | Sí                    |                       |                       | Corto para una película colectiva |
| 2003 | Mariées mais pas trop  | Sí                    | Sí                    |                       | |
| 2006 | Les Ambitieux          | Sí                    | Sí                    |                       | |
| 2006 | Hotel Harabati         |                       |                       | Sí                    | |
| 2008 | Nés en 68              |                       | Sí                    |                       | |
| 2009 | Partir                 | Sí                    | Sí                    |                       | |
| 2009 | La Poudre d'escampette | Sí                    | Sí                    |                       | Corto para televisión |
| 2012 | Trois mondes           | Sí                    | Sí                    |                       | Bayard d'Or para Mejor Guion Premio Pristina de Festival de cine Internacional para Mejor Película Nominación—Premio "Un Certain Regard" (Festival de Cine de Cannes)                                                                    |
| 2015 | La Belle Saison        | Sí                    | Sí                    |                       | Festival Internacional de Cine de Locarno - Premio Variedad Piazza Grande Premio Trophées del cine francés - Dúo cinema Nominaciones - Prix Lumière: - mejor dirección, - mejor realización, - mejor guion escrito con Laurette Polmanss |